# 마루야마정 (지바현)
마루야마정(丸山町)은 지바현 아와군에 존재했던 정이다. 2006년 3월 20일에 아와군 도미우라정, 도미야마정, 미요시촌, 시라하마정, 와다정, 지쿠라정과 신설 합병해 현재의 미나미보소시에 해당하기 때문에 소멸했다.

## 지리
마루야마정은 지바현 남부에 위치한 . 이 마을은 여름에는 덥고 습하며 겨울에는 온화한 해양성 기후를 가지고 있었다.

## 역사
- 1955년 3월 15일 - 도요타촌, 마루촌, 지쿠라정의 일부가 합병해 신설하였다.
- 1956년 9월 1일 - 미나미미하라촌의 일부를 분립 편입되었다.
- 2006년 3월 20일, 도미우라정, 도미야마정, 시라하마정, 지쿠라정, 와다정, 미요시촌과 합병해 미나미보소시가 신설돼, 동일 마루야마정은 폐지되었다.

## 교통

### 도로
- 국도 제128호선
- 국도 제410호선